# Unlucky Young Men
Unlucky Young Men (アンラッキーヤングメン) est un seinen manga scénarisé par Eiji Ōtsuka et dessiné par Kamui Fujiwara (en) publié par Kadokawa Shoten en deux volumes sortis entre 2015 et 2016. Le manga est publié en France aux éditions Ki-oon dans la collection grand format Latitudes.

## Synopsis
Tokyo, 1968. Les mouvements étudiants tournent à l’émeute et l’agitation gagne le Japon. Pour essayer d’échapper à son lourd passé criminel, Norio Nagayama rejoint la capitale dans l’espoir d’un nouveau départ. Au Village Vanguard, bar jazz dans lequel la jeunesse révolutionnaire nippone a ses quartiers, il fait la connaissance de Takeshi Kitano, un jeune comique raté qui tente de faire carrière dans le cinéma. Le grand projet de Takeshi : Unlucky Young Men, un scénario qu’il a rédigé, véritable chronique d’une génération japonaise désabusée et prête à tout pour réaliser ses rêves. Afin de financer la production du film et d’assurer leur avenir, les deux jeunes hommes vont planifier l’attaque d’un fourgon transportant 300 millions de yens...

## Personnages
- N

- M

- T

- K

- Keiko

- Yoko Yamamoto (avec le caractère de l'océan en japonais)

- Yoko (avec le caractère du soleil en japonais)

- Kaoru

- Ashizuka

- Nanao

## Présentation
La réalisation de ce manga a suivi un processus original : Le scénario a d'abord été écrit, pour ensuite effectuer des photos avec des acteurs, pour enfin réaliser le dessin à partir de ces photos.
Le récit se déroule au Japon pendant les mouvements contestataires de mai 1968. Unlucky Young Men reprend l'histoire du casse des 300 millions de yen, un braquage ayant eu lieu au Japon le 10 décembre 1968.
Les poèmes présents dans le manga sont de Takuboku Ishikawa.
N est inspiré de Norio Nagayama. Contrairement à Norio qui reçoit de nombreux prix pour ses œuvres réalisées en prison, N préfère ne rien écrire. M est inspiré de Yukio Mishima et T est inspiré de Takeshi Kitano.

## Liste des volumes
| no | Japonais        | Japonais          | Français       | Français          |
| no | Date de sortie  | ISBN              | Date de sortie | ISBN              |
| --- | --------------- | ----------------- | -------------- | ----------------- |
| 1 | 24 juillet 2007 | 978-4-04-853724-7 | 8 octobre 2015 | 978-2-35592-876-5 |
| Liste des chapitres : - 1. Pistolet rongé de rouille, Surgi de cette dune Que des doigts je creusais. Tristesse du sable sans vie, Qui à la moindre étreinte Entre mes doigts s'enfuit. - 2. Nuages mornes. Je lève les yeux vers le ciel... Envie de tuer. - 3. L'interminable débat passé, Je goûte au chocolat déjà refroidi... Son amertume sur ma langue m'évoque le triste, Triste cœur du terroriste. Le triste cœur du terroriste Que je voyais si loin Me semble aujourd'hui si proche. - 4. J'ai rencontré un homme que l'on dit hors du commun... Ses mains étaient blanches Et grandes. - 5. Je l'ai quittée après un long baiser... Plongée dans la nuit, La ville s'est embrasée. Si elles entendaient mes sanglots, Les jeunes filles iraient croire Qu'un chien malade hurle à la lune... - 6. Dans le cœur de tout homme Croupit un prisonnier Qui râle de tristesse. - 7. J'aimerais, à chaque colère, Pouvoir briser un bol Et au 999ème mourir. - 8. La tristesse, C'est ces traces de baisers Sur ses bras blancs et lisses. "Mourir pour si peu ?" "Vivre pour si peu ?" À quoi bon les questions... N'existe-t-elle nulle part Cette potion vert pâle Qui rendra mon corps transparent comme l'eau ? - 9. À voir ces soldats s'en aller, La peine m'envahit Tant eux en semblent dépourvus. - 10. Mon ami jadis si brillant Est aujourd'hui en cage. Souffle le vent d'automne... Mettre le feu à ces livres Qui de l'homme éveillent les peines. Ô sagesse des anciens... Là-bas, je ne sais où, les gens se bousculent, Comme pour jouer à la loterie... Moi aussi, je veux mon numéro. - 11. Une nuit que je tirais les pans de mon volet, Une ombre blanche traversa mon jardin... Peut-être était-ce un chien. J'aimerais trouver la mort Serein d'avoir accompli Un travail fait pour moi. - 12. Rien qu'une fois, Commettre un terrible forfait, Puis prétendre tout ignorer. Seul, je moquais en riant Mon maître et ses manières brouillonnes, Étranger à son savoir. Ce combat que j'ai perdu J'en étais aussi la cause... Enfin, je le comprends. - 13. Coup de feu au fond des bois. Ah ! Qu'il doit être doux, Le bruit de sa propre mort... Les jours où j'envie la réussite de mes amis, Je rentre avec des fleurs Et j'embrasse ma femme. Je travaille... Et je travaille encore, mais la vie reste rude. Alors j'observe ma main... - 14. J'ai prié pour que meurent Tous ceux qui m'ont un jour Fait courber l'échine. Le début de l'automne est comme une eau Qui lave les cœurs Et ravive les sentiments. - 15. Je ferme les yeux... Puis les rouvre bientôt, Trop triste de ne rien voir en mon cœur. |                 |                   |                |                   |
| 2 | 24 juillet 2007 | 978-4-04-853725-4 | 17 mars 2016   | 978-2-35592-929-8 |
| Liste des chapitres : - 16. Père et fils, Face à face en silence, perdus dans leurs pensées, Comme gênées d'être ensemble... Arrivé sur ce quai tard dans la nuit, Il s'est assis, puis relevé... Avant de repartir, l'homme à la tête nue. - 17. Il me semble que la mort Pourrait être un remède à prendre Quand mon cœur souffre. - 18. Comme de retour des plaines dévastées, Je suis rentré, Traversant seul la nuit de Tokyo. Quelque part en route, j'ai manqué le dernier train. J'ai hésité à pleurer... La pluie tombait. - 19. Chaque fois que la beauté se regarde dans le miroir, Elle nourrit son désir de rébellion... J'ai enfermé mille jeunes filles Dans une geôle dont je passe mes jours À peindre la porte en bleu. - 20. Souvenirs d'errance, gravés dans ma mémoire Comme un accroc Sur l'abat-jour blanc d'une lampe. N'as-tu jamais envie de mourir ? Pour seule réponse, Elle exhiba les cicatrices sur sa gorge... Quand j'affirmais que le Christ était homme, Les yeux de ma petite sœur, remplis de tristesse, Semblaient avoir pitié de moi. - 21. Avec la détermination de celui qui plonge de haut, Mettre enfin Un terme à cette vie. Au plus profond de moi se tapit un être Qui se cache pour pleurer en silence. Prendre une main dans la sienne, et penser aux autres... Craindre, l'espace d'un instant, de mourir seul. - 22. Quand j'y repense aujourd'hui Il aurait au fond pu se ranger Du côté de Shusui. J'ai pris soin d'éteindre les lumières Pour posément réfléchir aux jours de révolution. - 23. Elle est apparue soudain, Comme jaillissent les flammes, Sortie du creux vacarme Dont résonnait la ville. Ce démon au masque blanc, mêlé à la foule Des autres diables aux visages rouges et bleus... Tu lui ressembles à s'y méprendre. En pleine nuit, Je longe la voie ferrée, Rempli d'effroi par ces hommes qui frappent la terre de leurs pioches. Brûlant devant l'autel, Sept cierges, dont un Est fait de cire noire. - 24. Du haut des nuages, quelqu'un crie mon nom... Comme pour me tirer de mon sommeil. Regarde ! Aujourd'hui encore, dans ce même coin de ciel bleu, Un oiseau noir traverse l'azur... - 25. À l'ouest, loin derrière les montagnes, j'imagine une tombe Où reposent des millions de soleils couchants. Comme il doit être terrible, Ce dieu qui vit dans les plaines de Gobie Où le sable s'étale à perte de vue... On craint le noir car c'est la couleur du ciel, la nuit... La couleur de la mort, aussi... - 26. Je connais, moi, Le triste cœur du terroriste... Ce cœur entier, qui peine à dissocier Les paroles et les actes, Ce cœur muet, qui raconte par l'action Car on lui a volé les mots, Ce cœur résolu, qui sans hésiter jette son corps contre l'ennemi... - 27. Pistolet rongé de rouille, Surgi de cette dune Que des doigts je creusais. - 28. Peut-être suis-je le seul à saisir Le sens de ces mots Que nul humain n'emploie... Je me souviens de ce clochard Grommelant de nobles paroles Sans même ouvrir la bouche. |                 |                   |                |                   |

### Édition japonaise
Kadokawa
1. 1 2  (ja) « Tome 1 ».
2. 1 2  (ja) « Tome 2 ».

### Édition française
Ki-oon
1. 1 2  (fr) « Tome 1 ».
2. 1 2  (fr) « Tome 2 ».